# Scarlett Curtis
Scarlett Kate Freud Curtis (Londres, 21 de junio de 1995) es una escritora y activista británica. 

## Trayectoria
Curtis es hija de la locutora Emma Freud y del guionista Richard Curtis. Comenzó su carrera como bloguera y escribió para The Guardian, Elle Magazine, The Times y The Daily Telegraph. Fue también la columnista 'Gen-Z' del Sunday Times Style de 2016 a 2018. En 2017, fundó el colectivo activista feminista The Pink Protest. Este movimiento, junto con Amika George, organizaron la campaña #FreePeriods para combatir la pobreza del período. También hicieron campaña junto al activista Nimco Ali en contra de la mutilación genital femenina, consiguiendo incluirla en la Ley de la Infancia.
En 2018, Curtis seleccionó la antología de Penguin Feminists Don't Wear Pink & another lies, una colección de ensayos de 52 mujeres sobre lo que el feminismo significa para ellas. Se incluyen ensayos de Kiera Knightley, Alaa Murabit, Saoirse Ronan y otros. Todas las regalías del libro fueron para la organización benéfica de las United Nations charity Girl Up. Feminists Don't Wear Pink & other lies se convirtió en un éxito de ventas del Sunday Times durante dos semanas consecutivas tras su publicación.
El libro también ganó en 2018 el National Book Award for Young Adult Book of the Year y fue nominado en 2019 British Book Award. El libro llegó a los titulares nacionales cuando Sir Philip Green desplegó una exposición en la tienda Topshop Oxford Circus que se prestó a la promoción. Curtis lanzó el hashtag #PinkNotGreen después del evento. En 2019, seleccionó la antología de Pinguin It's Not OK to Feel Blue & other lies; una colección de ensayos de 74 personas sobre lo que significa la salud mental para ellas.
Curtis también es la presentadora del podcast Feminists Don't Wear Pink.

## Reconocimientos
En noviembre de 2019, Curtis recibió el segundo premio anual Changemaker para jóvenes activistas de Equality Now. Además, fue una de las mujeres reconocidas como más influyentes del mundo por la BBC en su 100 Mujeres de 2019.